# Anastasia (1956)
Anastasia is een Amerikaanse film uit 1956 van Anatole Litvak met in de hoofdrollen Ingrid Bergman, Yul Brynner en Helen Hayes.
De film is gebaseerd op de Engelse vertaling van Guy Bolton van het Franse toneelstuk Anastasia van Marcelle Maurette. De Engelstalige versie werd opgevoerd op Broadway in het Lyceum Theatre van 29  december 1954 tot 24 september 1955. Het stuk haalde 272 voorstellingen. Het werk van Maurette is losjes gebaseerd op het waargebeurde verhaal van een Duitse vrouw, die later bekend zou worden als 'Anna Anderson' die beweerde de grootvorstin Anastasia Nikolajevna van Rusland te zijn.
20th Century Fox besteedde 3,5 miljoen aan Anastasia. De film werd een succes in de bioscopen en bracht in 1957 5 miljoen dollar op. Ingrid Bergman kreeg een Oscar en een Golden Globe voor haar rol.

## Verhaal
Parijs, 1928. Een aantal Russische aristocraten die Rusland zijn ontvlucht na de Russische Revolutie komen samen in de nachtclub van generaal Bounine. Bounine heeft een jonge vrouw gered van een zelfmoordpoging. De verwarde vrouw zegt Anna Korov te heten en vertelt dat ze is ontslagen uit een psychiatrische inrichting. In de ogen van Bounine lijkt de vrouw echter als twee druppels water op grootvorstin Anastasia, de dochter van de vermoorde Tsaar Nicolaas II. Samen met zijn zakenpartners Chernov en Petrovin is Bounine op zoek naar een mogelijkheid om de erfenis van Nicolaas II, tien miljoen pond in goud, los te krijgen van de bank. De enige mogelijkheid hiervoor is het produceren van een rechtmatige erfgename. Er gaan geruchten dat een of meerdere kinderen van de tsaar zijn ontsnapt toen de sovjets de keizerlijke familie doodschoten. Bounine gelooft voor geen moment dat Anna Karov echt Anastasia is, maar wel dat hij haar kan vormen om voor de grootvorstin door te gaan.  Anna heeft last van geheugenverlies, ziet er verwilderd uit en heeft littekens op haar handpalmen en voorhoofd. Dezelfde littekens die de echte Anastasia opliep bij de moordpartij op haar familie. Ze laat zich door Bounine overhalen om voor Anastasia door te gaan en krijgt intensief les over de tsaar en diens familie. Als Anna gepresenteerd wordt aan mensen die Anastasia gekend hebben aan het hof, lijkt het alsof ze steeds meer de grootvorstin wordt. Ze spreekt een hofdame aan met een bijnaam die alleen de keizerlijke familie kende en snauwt een kamerheer af op een manier die alleen Anastasia kenmerkte. De grote test is echter een ontmoeting met prinses Maria Feodorovna, de grootmoeder van Anastasia, die in Denemarken woont. De prinses weigert echter Anna te ontmoeten. Als ze elkaar uiteindelijk ontmoeten, beschuldigt de prinses Anna er van een bedriegster te zijn. Als Anna echter op zeker ogenblik kucht zoals Anastasia deed als ze nerveus werd, geeft de prinses toe. Ze omhelst Anna en ziet haar als haar kleindochter. Terug in Parijs, presenteert Bounine Anne aan de pers als Grootvorstin Anastasia Romanov. Een journalist, Viados, noemt Anna echter een bedriegster en zegt dat haar littekens het gevolg zijn van een treinongeluk. Bounine die Anna voor de eerste keer weer ziet na haar bezoek aan Denemarken beschuldigt haar ervan dat is ze gezwicht voor de rijkdom en status van een grootvorstin. De prinses die mee is gekomen ziet dat Bounine verliefd is op Anna. Ze laat de twee alleen. Als niet lang daarna Chernov binnenkomt om Anna als Anastasia te presenteren en de erfenis te claimen zijn Bounine en Anna verdwenen. De prinses zegt gelaten dat het toneelstuk voorbij is en dat iedereen naar huis kan gaan.

## Rolverdeling
| Acteur           | Personage                                       |
| ---------------- | ----------------------------------------------- |
| Ingrid Bergman   | Anna Karov/Anna Anderson/Grootvorstin Anastasia |
| Yul Brynner      | Generaal Bounine                                |
| Helen Hayes      | Prinses Maria Feodorovna                        |
| Akim Tamiroff    | Chemov                                          |
| Marita Hunt      | Barones Elena von Livenbaum                     |
| Sacha Pitoeff    | Petrovin                                        |
| Ivan Desny       | Prins Paul                                      |
| Gregoire Gromoff | Stepan                                          |

## Achtergrond

### Feit of fictie?
De film laat in het midden of Anna Karov in werkelijkheid Anastasia was. Hoewel Anna duidelijk door Bounine wordt getraind voor haar rol als de grootvorstin, doet de film het toch voorkomen dat ze in werkelijkheid Anastasia is. Anna lijkt zich allerlei details te herinneren die alleen de echte Anastasia kon weten. De film is fictie, maar wel gebaseerd op een waar gebeurd verhaal. In de jaren twintig kwam inderdaad een vrouw naar voren die claimde grootvorstin Anastasia te zijn. Dat was in Berlijn waar in 1920 een verwarde vrouw van een jaar of twintig in het water sprong. Ze werd gered en opgenomen in een psychiatrische inrichting als 'juffrouw onbekend'. Later verklaarde een andere patiënt dat de vrouw op Groothertogin Tatjana van Rusland leek. Het balletje ging rollen en al snel ontstond het gerucht dat de vrouw Anastasia was, het jongere zusje van Tatjana. Later beweerde de onbekende vrouw ook Anastasia te zijn en vertelde een verhaal over haar omzwervingen na de executie van de Tsarenfamilie. In 1925 ontmoette de vrouw die zich inmiddels Anna Anderson noemde in Denemarken grootvorstin Olga Aleksandrovna van Rusland (Anastasia’s tante). Grootvorstin Olga kwam tot de conclusie dat de vrouw niet haar nichtje was. Ook andere bekenden van de grootvorstin herkenden de vrouw niet als Anastasia. Andere mensen die grootvorstin Anastasia hadden gekend, waaronder een groot aantal familieleden, herkende Anna Anderson weer wel als de grootvorstin. Uit een onderzoek van groothertog Ernst Lodewijk kwam naar voren dat Anna Anderson misschien Franziska Schanzkowska zou kunnen zijn een Poolse fabrieksarbeidster in Berlijn. In 1938 sleepte Anna Anderson de zaak voor het Duitse hof. De zaak werd pas in 1970 afgerond en het hof stelde vast dat Anderson geen bewijs had dat ze grootvorstin Anastasia was. In 1991 werden de beenderen van de geëxecuteerde Tsarenfamilie gevonden in Jekatarinaburg en werd DNA afgenomen. Later bleek uit DNA-onderzoek dat Anderson geen familie was van Tsaar Nicolaas II. Een andere DNA-test wees uit dat het DNA van Anderson wel overeenkomsten had met dat van Carl Maucher, een achterneef van Franziska Schanzkowska. Toen de film werd gemaakt, was er echter geen sprake van DNA-onderzoek en was het nog altijd een mysterie of Anna Anderson echt Anastasia was of niet. De filmmakers wisten niet eens dat de echte Anna Anderson nog altijd in leven was. Toen dat wel het geval bleek te zijn reisden de producenten halsoverkop naar Duitsland af om Anderson toestemming te vragen haar naam te gebruiken. In de film wordt op een rijtje gezet welke controverses er in die tijd rond Anna Anderson leefden. Het handschrift van Anderson bleek identiek aan dat van Anastasia en beide vrouwen hadden vrijwel  dezelfde oren (oren verschillen per individu). Ook was het opmerkelijk dat Anna Anderson zoveel talen sprak en intieme details kende van de Tsarenfamilie. Rond deze zaken creëerde de scenaristen een eigen verhaal. Men verplaatste het verhaal van Anderson naar Parijs en voerde de volkomen fictieve Bounine, Chernov, en Petrovin op. Ook de samenzwering is verzonnen, in werkelijkheid geloofde de Russische gemeenschap in Parijs niets van Anna Andersons verhaal. Anderson ontmoette weliswaar Anastasia's tante, grootvorstin Olga, maar niet zoals in de film, de grootmoeder van Anastasia, oud-Tsarina Maria Feodorovna, de weduwe van Tsaar Alexander III. Het is zelfs maar de vraag of Maria Feodorovna op de hoogte was van het bestaan van Anna Anderson en haar bewering.

### Voorgeschiedenis
Het was Warner Bros. die in september 1953 besloot om een film rond Anastasia te maken. Jane Wyman zou de rol van Anna Anderson/Anastasia spelen. De film bleef echter steken in het voorstadium. Volgens de Hollywood Reporter van januari 1956 wilde Darryl F. Zanuck vervolgens Anastasia in Wenen verfilmen. Uiteindelijk liet hij de productie aan Buddy Adler over, al bleef hij sterk betrokken bij de film. Adler betaalde 400.000 dollar voor de filmrechten van Marcelle Maurettes toneelstuk. Het was ook Zanuck die Adler overhaalde om Ingrid Bergman te casten voor de titelrol. Bergman was zeven jaar lang uit Hollywood verbannen geweest toen ze in 1949 een affaire begon met filmregisseur Roberto Rossellini. Rossellini was toen getrouwd met Marcella De Marchis en Bergman met Peter Lindstrom. Bergman liet vervolgens haar man en dochtertje Pia in de steek om met, de inmiddels gescheiden, Rossellini te trouwen. Hollywood zette haar vervolgens op de zwarte lijst uit angst dat Bergman voortaan gezien zou worden als een bedreiging voor de kassa. De bioscoopgangers in de VS zouden in hun ogen nooit een overspelige vrouw als Bergman als heldin accepteren.

### Productie
Arthur Laurents bewerkten het oorspronkelijk Franse (en door Guy Bolton vertaalde) toneelstuk van Marcelle Maurette tot een filmscenario. De structuur van het toneelstuk is terug te vinden in de verschillende statische scènes van de film. De film werd in de Borehamwood studio in Londen en op locatie opgenomen in Europa. Specifieke locaties waren onder andere, de kathedraal van St. Alexander Nevsky, Parijs, Knebworth House, in Stevenage in Engeland, Københavns Hovedbanegård en Tivoli in Kopenhagen, Denemarken. Volgens de American Cinematographer van mei 1956 begonnen de opnames op 21 mei 1956 in Kopenhagen. Hier werden buitenopnames gemaakt van de paleizen, pleinen en restaurants. Vervolgens verhuisde de ploeg naar Parijs waren opnames werd gemaakt in Montmartre, op Montparnesse en bij de Alexander III-brug. Er mochten geen interieuropnames worden gemaakt in de Kathedraal van St.Alexander Nevsky, de Russisch-Orthodoxe kerk in Parijs. Regisseur Litvak liet vervolgens foto's maken en het interieur nabouwen in de studio in Londen. Op 11 juni 1956 begonnen de opnames in de Borehamwood Studio's in Londen. Sommige rollen werden gespeeld door leden van de Russische bannelingen in Parijs. Anastasia was een dure productie, uiteindelijk steeg het budget tot 3,5 miljoen dollar.

## Prijzen en nominaties
Ingrid Bergman ontving een Oscar als Beste Actrice. (De Oscar werd in afwezigheid van Bergman geaccepteerd door Cary Grant. Ook kreeg ze een Golden Globe in dezelfde categorie. De muziek werd genomineerd voor een Oscar, maar verzilverde deze niet. Ook de nominatie voor een BAFTA voor het scenario werd niet omgezet in een overwinning. Helen Hayes kreeg een Golden Globenominatie als Beste actrice in een vrouwelijke bijrol.

## Andere Anastasiafilms
- Rasputin and the Empress (1932) MGM, regie: Richard Boleslavsky, met John, Ethel and Lionel Barrymore
- Anastasia - Die letzte Zarentochter (1956) CCC met Lilli Palmer
- Nicholas and Alexandra (1971) Columbia pictures, regie: Franklin Schaffner, met Michael Jayston en Janet Suzman
- Anastasia, The Mystery of Anna, 1986, Televisiefilm, regie: Marvin Chomsky, met Amy Irving, Olivia de Havilland en Omar Sharif
- Anastasia (1997) (1997, 20th Century-Fox animatiefilm, regie: Don Bluth en Gary Goldman.